# Cristozoa
Die Cristozoa umfassen alle Rückensaitentiere (Chordatiere, Chordata), die während ihrer embryonalen Entwicklung eine Neuralleiste ausbilden. Die Cristozoa bestehen aus vier Gruppen, von denen aber drei nur anhand von Fossilien bekannt sind. Die einzigen noch heute lebenden Vertreter der Cristozoa stellen die zahlreichen Schädeltiere (Craniata) dar, die gemeinhin mit den Wirbeltieren (Vertebrata) gleichsetzt werden. Somit zählen Fische, Lurche, Sauropsiden einschließlich der Vögel und Säugetiere einschließlich der Jetztmenschen zu den Cristozoa.

## Merkmale
Das gemeinsame Merkmal aller Cristozoa besteht in der Neuralleiste. Sie liegt jedoch bloß embryonal vor. Darum kann sie nicht herangezogen werden, um erwachsene Cristozoa als solche zu erkennen. Die gleiche Schwierigkeit gilt für Fossilien, von denen nur sehr selten embryonale Stadien gefunden werden. Andererseits schnüren sich von der Neuralleiste embryonale Zellen ab, die sich in bestimmten Körperregionen ansiedeln und dort gewisse Gewebe und Organe ausformen. Solche Neuralleistenbildungen bleiben auch bei den erwachsenen Organismen sichtbar und können unter Umständen an Fossilien identifiziert werden. Zu den Neuralleistenbildungen gehören zum Beispiel die Hautpigmentzellen (Melanozyten), bestimmte Muskeln im Kopfbereich und Anteile des peripheren Nervensystems.

## Systematik
Die Cristozoa stellen eine Gruppe innerhalb des Systems der vielzelligen Tiere. Ihr Schwestertaxon sind die Manteltiere (Tunicata). Mit ihnen bilden sie die Abstammungsgemeinschaft der Olfactores. Die Olfactores werden mit den heutigen Lanzettfischchen (Leptocardia) zusammengefasst zu den Rückensaitentieren (Chordata).
Den Cristozoa werden vier Tiergruppen zugeordnet. Nur eine von ihnen existiert immer noch, ist also rezent. Allerdings handelt es sich bei dieser überlebenden Gruppe um die Schädeltiere (Craniata), die sich zu einer sehr artenreichen und weit verbreiteten Abstammungslinie entwickelte.
| Äußere Systematik der Cristozoa                                                                                   |
| - Chordata (Rückensaitentiere) - Leptocardia (Lanzettfischchen) - Olfactores - Tunicata (Manteltiere) - Cristozoa |

|  | Pikaiidae b †                                                     |
|  |                                                                   |
|  | \| \| Conodontophora c † \| \| \| \| \| \| Craniata d \| \| \| \| |
|  |                                                                   |
|  | Conodontophora c †                                                |
|  |                                                                   |
|  | Craniata d                                                        |
|  |                                                                   |

|  | Conodontophora c † |
|  |                    |
|  | Craniata d         |
|  |                    |

|  | Pikaiidae b †                                                     |
|  |                                                                   |
|  | \| \| Conodontophora c † \| \| \| \| \| \| Craniata d \| \| \| \| |
|  |                                                                   |
|  | Conodontophora c †                                                |
|  |                                                                   |
|  | Craniata d                                                        |
|  |                                                                   |

|  | Conodontophora c † |
|  |                    |
|  | Craniata d         |
|  |                    |

|  | Pikaiidae b †                                                     |
|  |                                                                   |
|  | \| \| Conodontophora c † \| \| \| \| \| \| Craniata d \| \| \| \| |
|  |                                                                   |
|  | Conodontophora c †                                                |
|  |                                                                   |
|  | Craniata d                                                        |
|  |                                                                   |

|  | Conodontophora c † |
|  |                    |
|  | Craniata d         |
|  |                    |

|  | Pikaiidae b †                                                     |
|  |                                                                   |
|  | \| \| Conodontophora c † \| \| \| \| \| \| Craniata d \| \| \| \| |
|  |                                                                   |
|  | Conodontophora c †                                                |
|  |                                                                   |
|  | Craniata d                                                        |
|  |                                                                   |

|  | Conodontophora c † |
|  |                    |
|  | Craniata d         |
|  |                    |